# Iso Madesjärvi (sjö, lat 62,28, long 23,00)
Iso Madesjärvi är en sjö i Finland. Den ligger i kommunen Kurikka i landskapet Södra Österbotten, i den sydvästra delen av landet, 260 km norr om huvudstaden Helsingfors. Iso Madesjärvi ligger 144,9 meter över havet. Arean är 1,39 kvadratkilometer och strandlinjen är 8,74 kilometer lång. Sjön  ingår i Kyro älvs huvudavrinningsområde. 